# Солонец (Јаши)
Солонец (рум. Soloneț) насеље је у Румунији у округу Јаши у општини Биволари. Oпштина се налази на надморској висини од 52 m.

## Становништво
Према подацима из 2002. године у насељу је живело 576 становника, од којих су сви румунске националности.